# Strážiště

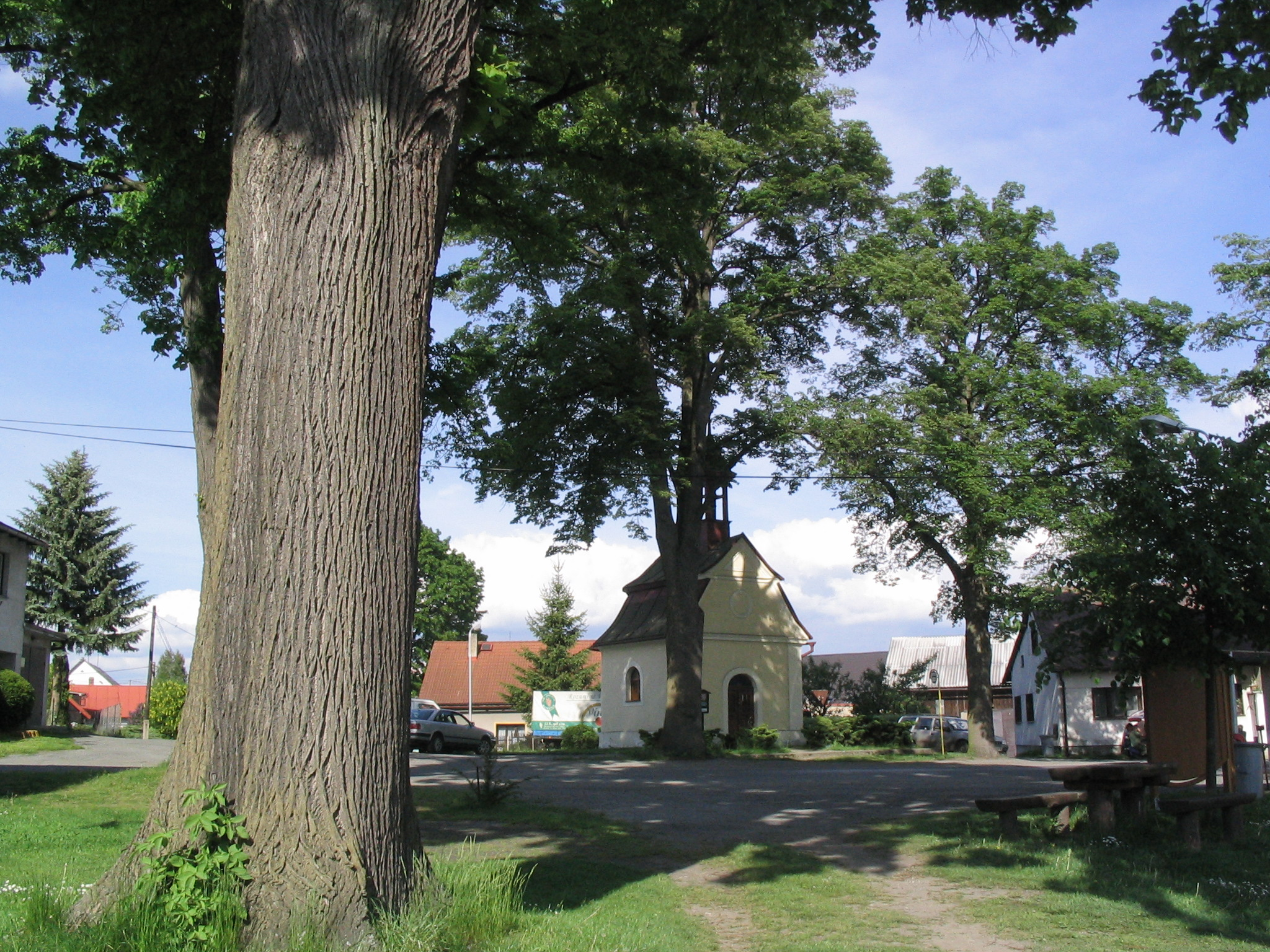
Dorfplatz von Strážiště mit der Kapelle und geschützten Linden

Strážiště (deutsch Straschischt) ist eine Gemeinde in Tschechien. Sie liegt 15 Kilometer westlich von Turnov und gehört zum Okres Mladá Boleslav.

## Geographie
Strážiště befindet sich östlich des Hühnerwasserwaldes auf einem langgestreckten Kamm zwischen den Tälern der Zábrdka (Kleiniserbach) und der Malá Mohelka (Kleine Mohelka). Westlich erhebt sich der 410 m hohe Horka.
Nachbarorte sind Kozmice und Přibyslavice im Norden, Ouč im Nordosten, Buřínsko und Rostkov im Osten, Pohora, Chocnějovice und Neveklovice im Südosten, Mukařov im Süden, Vicmanov im Südwesten sowie Jablonec und Pytlíkovský mlýn im Nordwesten.

## Geschichte
Archäologische Funde belegen im oberen Zábrdkatal und nordwestlich von Strážiště eine frühbronzezeitliche Besiedlung aus dem 12.–11. Jahrhundert v. Chr.
Die erste urkundliche Erwähnung von Strážiště, das eines der 112 dem Zisterzienserkloster Hradiště gehörigen Dörfer war, stammt aus der Zeit um 1400. Zuvor soll sich auf dem Kamm ein Wachposten für den Weg von der Burg Hradiště über Proseč nach Stráž pod Ralskem bzw. Kuřívody befunden haben, von dem der Name des Ortes herleitet wird. Nach der Zerstörung des Klosters im Jahre 1420 war Strážiště Teil der Herrschaft Mnichovo Hradiště. Im Jahre 1693 wurde Wiczmanov an Strážiště angeschlossen.
Im Jahre 1800 wurde eine Schule eingerichtet, die 1980 in ein neues steinernes Gebäude umzog. Strážiště bestand 1900 aus 45 Häusern und hatte 219 Einwohner. Westlich des Dorfes entstand 1947 der Truppenübungsplatz Ralsko. 1970 wurde das Postamt geschlossen.

## Gemeindegliederung
Die Gemeinde Strážiště besteht aus den Ortsteilen Kozmice (Kosmitz) und Strážiště (Straschischt) sowie der Ansiedlung Pytlíkovský mlýn (Sackmühl) und den Ortslagen Horní Mohelka, Dolní Mohelka und Podvicmanov.

## Sehenswürdigkeiten
- Kapelle am Dorfplatz von Strážiště, umgeben von einer Gruppe aus sieben geschützten Linden
- Kreuz und Kapelle in Kozmice
- Buškova jeskyně (Bušek-Höhle), früherer Schlupfwinkel der Räuberbande von Josef Bušek, im Tal der Kleinen Mohelka nahe Přibyslavice